# 文東海
文東海（1974年2月27日—），湖南省邵陽市人，中国湖南長沙的商業律師、维权律师，曾为709事件的当事人王宇的律師，因為代理法輪功信仰案件，2018年6月遭當局吊銷律師執照。曾任大學教師、警察。
曾接受八年公安警察教育，就讀湖南省公安高等專科學校，被分派長沙交警隊，後就讀北京公安大學及研究院。2009年開始執業律師，2014年簽名聲援王全平後，參與維權律師圈。

### 當局吊銷執照
2018年5月26日，湖南司法廳公告稱文東海無故不參加聽證，終止對擬吊銷律師證聽證會，並將作出吊照行政處罰。但情況是，文東海當時遭到不明身分人員襲擊，且已向司法廳及派出所人員講明情況，希望協商。當文東海做筆錄時，司法廳發佈「違法公告」。

## 外部連結
文東海：中共打擊律師是有計畫的政治迫害 （页面存档备份，存于）